# Rezerwat przyrody Jedlnia
Rezerwat przyrody Jedlnia – leśny rezerwat przyrody położony w powiecie radomskim (województwo mazowieckie), po obu stronach szosy Radom – Kozienice w odległości 12 km od Radomia. Leży w obrębie Kozienickiego Parku Krajobrazowego.
Celem utworzenia rezerwatu jest ochrona starych drzewostanów (150 - 200 lat) pochodzenia naturalnego, porastających północny brzeg zalewu w Jedlni-Letnisko. Dominują tu sosna zwyczajna, dąb bezszypułkowy i szypułkowy z domieszką brzozy, jodły i grabu. Szczególnie cenna jest sosna, rzadko poza rezerwatem dorastająca tego wieku. W runie występują m.in. chronione: buławnik czerwony i lilia złotogłów oraz rzadkie gatunki ziół: żankiel zwyczajny, miodunka wąskolistna i turzyca pagórkowata.
Na terenie rezerwatu znajdują się zbiorowe mogiły około 850 osób pomordowanych przez hitlerowców podczas II wojny światowej.

## Turystyka
Przez rezerwat przechodzi szlak turystyczny
- czarny: Jedlnia-Letnisko - Rezerwat przyrody Jedlnia - Kolonka - Kieszek - Stoki - Lewaszówka